# Лупешть (Бакеу)
Лупешть, Лупешті (рум. Lupești) — село у повіті Бакеу в Румунії. Входить до складу комуни Менестіря-Кашин.
Село розташоване на відстані 198 км на північ від Бухареста, 47 км на південь від Бакеу, 127 км на південний захід від Ясс, 130 км на північний захід від Галаца, 103 км на північний схід від Брашова.

## Населення
За даними перепису населення 2002 року у селі проживали 780 осіб, усі — румуни. Усі жителі села рідною мовою назвали румунську.